# Dănuț Bica
Dănuț Bica (n. 22 iunie 1958

, Câmpulung-Muscel, județul Argeș) este un deputat român, ales în 2016. 